# Esenios
Los esenios (en hebreo: אִסִּיִים‎ isiim; en griego: εσσηνοι, εσσαιοι o οσσαιοι; essenoi, essaioi, ossaioi) eran los miembros de una secta judía, establecida probablemente desde mediados del siglo II a. C. tras la revuelta macabea, y cuya existencia hasta el siglo I a. C. está documentada por distintas fuentes. Sus antecedentes inmediatos podrían estar en el movimiento hasideo, de la época de la dominación seléucida (198 a 142 a. C.).

## Nombre
Sobre el origen de la palabra «esenio» se han tejido varias hipótesis: puede provenir del vocablo griego «ὅσιος» (ossios: ‘santo’, ossa: ‘santos’), o ser una referencia al griego hasidei (‘piadosos’), en arameo hesé. Escritos árabes se refieren a ellos como magaritas (‘de las cuevas’).
Se ha propuesto que el nombre proviene del hebreo asaim (עשים), esto es "hacedores", ya que ellos decían "si la Torah lo dice, lo hacemos", del verbo hacer=laasot (לעשות), y del plural en masculino=im (ים), que en griego era «εσσηνοι» (essenoi), «εσσαιοι» (essaioi) u «οσσαιοι» (ossaioi).
Se sostiene también que el nombre proviene de la palabra siriaca "Asaya", médicos; en griego, terapeutas; porque su único ministerio, para el público, era el de curar las enfermedades físicas y morales. "Estudiaban con gran cuidado, dice Josefo, ciertos escritos de medicina que trataban de las virtudes ocultas de las plantas y de los minerales" (referencia: Edouard Schuré. Los grandes iniciados. pag. 318).

## Documentos
Durante mucho tiempo fueron conocidos solo por las referencias de autores antiguos, tales como Plinio el Viejo,
Flavio Josefo, Filón, Dión Crisóstomo, Hipólito de Ostia y Epifanio de Constancia, aunque para algunos estudiosos, los esenios eran un grupo de ascetas que vivían aislados en comunidades separadas. Probablemente la mayoría de los varios miles de miembros del credo vivían en pueblos y ciudades y una importante comunidad esenia vivía en Jerusalén, en cuyas murallas se encontraba la «puerta de los esenios», que ha sido encontrada ya por los arqueólogos.

## La Comunidad
Tras la Revuelta Macabea (166-159 a. C.), que habían apoyado pero cuyos resultados finales no compartieron, se retiraron al desierto para «preparar el camino del Señor», bajo el mando de un nuevo líder, el Maestro de Justicia.
Si alguien deseaba ser miembro de la comunidad (yahad) debía ser instruido, aceptado y luego pasar tres años de prueba para ingresar definitivamente. A los que hacían el juramento y entraban en la comunidad se les exigía una vida entera de estudio de la Ley, humildad y disciplina. No volvían a jurar, pues estaban obligados a decir siempre la verdad. Sus bienes pasaban a ser parte de toda la comunidad y, al igual que los frutos del trabajo personal, se distribuían según las necesidades de cada uno, dejando una parte para auxiliar a pobres, viudas, huérfanos, mujeres solteras de edad, desempleados, forasteros y esclavos fugitivos que, sin ser integrantes de la comunidad, requirieran ayuda. Se imponía también la observancia de un estricto código de disciplina, cuya base era la corrección fraterna mutua.
Por lo general, las mujeres eran aceptadas dentro de la comunidad, y los hombres practicaban el celibato toda su vida, aunque según Josefo, una parte de los esenios sí permitían el matrimonio y entre las normas de Qumrán se reconoce claramente la opción de casarse, pero se exige monogamia estricta para todas las personas, incluso los reyes.
Administraban la interpretación última de la Ley que había sido revelada a su fundador, a quien se hace referencia en sus escritos como el Maestro de Justicia. Este personaje, del que se especula más gracias a los manuscritos del Mar Muerto, actuó hacia el 150 a. C. y se habría opuesto al ordenamiento como Sumo Sacerdote de Jonatán Macabeo, hermano de Judas Macabeo, al considerar que había abandonado la fidelidad a Dios. Es probable que este rechazo se debiera a que el líder opositor haya sido un sacerdote sadoquita, quien consideraba ilegítimo al pontificado asmoneo. Sus seguidores marcharon a Qumrán, sitio que los integrantes de la comunidad llamaron Damasco. La arqueología muestra que la ocupación de Qumrán fue intensa del 103 al 76 a. C., durante los reinados de Aristóbulo I y Alejandro Janeo, quienes persiguieron cruelmente a sus opositores.
El esenismo no se limitó a Qumrán. Se sabe que en el siglo I en Jerusalén había un barrio esenio. Muchos esenios ―unos 4000, según Flavio Josefo―, vivían en las ciudades, de una forma particular, pacifista, en comunidad de bienes, manifestando su doctrina. Según este autor, parte de los esenios no se casaban, pero otros por el contrario sí lo hacían. Entre estos últimos estaban los de Qumrán, que debían contraer matrimonio a la edad de 20 años.
La comunidad de Qumrán se autosostenía con los trabajos agrícolas. En las ruinas es notable el número de depósitos de agua. Estos eran imprescindibles para las necesidades físicas de la comunidad en medio del desierto, pero también desempeñaban una parte importante de su ritual, que incluía numerosos lavados. Algunos han supuesto que, como los terapeutas egipcios, dentro de sus leyes y deberes los esenios eran vegetarianos, pero no hay absolutamente nada que indique tal cosa en los rollos de Qumrán.
Se ha especulado con que Jesús de Nazaret y Juan el Bautista tenían relación con ellos o incluso pertenecían al credo:

Parece que Juan el Bautista y tal vez también Jesús y su familia fueron cercanos a esta comunidad. En cualquier caso, en los manuscritos de Qumrán hay múltiples puntos de contacto con el mensaje cristiano. No puede descartarse que Juan el Bautista viviera un tiempo en esta comunidad y haya recibido en ella, en parte, su formación religiosa.

Entre ellos se ha querido ver el germen del cristianismo y Ernest Renán llegó a escribir que «el cristianismo fue en gran medida el esenismo triunfante». 
Quienes niegan la relación entre Jesús y los esenios citan una referencia en el evangelio de Juan 10:22-23, donde se habla de que Jesús asistió a la Fiesta de la Dedicación (o Jánuca), de la cual se cree que los esenios no participaban, por considerar dicha fiesta ilegal, ya que no era ordenada por la Tanaj. Sin embargo, Jesús estaba en Jerusalén desde dos meses antes, cuando había ido a la Fiesta de las Tiendas (Juan 7:2-10).
Respecto a si Jesús perteneció a la congregación de los esenios o compartió sus puntos de vista, se sabe por los evangelios sinópticos que es posible que Jesús haya celebrado la Pésaj (Pascua judía) en la fecha indicada en el calendario seguido en Qumrán, ya que los mismos indican claramente que la última cena fue una celebración de Pascua (Mateo 26:17-19, Marcos 14:12-16, Lucas 22:7-15) y además que la unción de Betania ocurrió dos días antes de la fiesta de los panes sin levadura y la Pascua (Marcos 14:1-9), mientras que el evangelio de Juan indica que la unción de Betania fue seis días antes de la Pascua (Juan 12:1) y Jesús murió el día anterior a la Pascua oficial (Juan 18:28).
La Biblia, sin embargo, no menciona el término «esenio»; tampoco se ha encontrado una fuente histórica en hebreo o arameo que designe a alguna comunidad o credo con el nombre griego de «esenios», y los rollos de Qumrán usan designaciones como «comunidad de los santos», «congregación de los pobres» y «asamblea de los numerosos».

## Controversias
En el siglo XIX, los esenios fueron popularizados por los escritos del espiritista Allán Kardec (1804-1869) y la teósofa Madame Blavatsky (1831-1891), así como a inicios del siglo XX por los libros del filósofo espiritista Joaquín Trincado Mateo (1866-1935) y los escritos de Josefa Luque (1893-1965).
Estudios divulgados entre 1995 y 2009, particularmente los relacionados con el profesor Norman Golb (de la Universidad de Chicago) y la Dra. Rachel Elior (de la Universidad Hebrea de Jerusalén), sugieren que los manuscritos del Mar Muerto (o rollos de Qumrán) no fueron escritos por los esenios, sino por sacerdotes saduceos expulsados del templo de Jerusalén. Para Elior, los saduceos, un credo descendiente del sumo sacerdote Sadoc que ungió a Salomón como rey, son los verdaderos autores de los rollos de Qumrán, los mismos que pertenecieron al Templo y se trasladaron al Mar Muerto con la intención de protegerlos. Rachel Elior también afirma que los Esenios fueron introducidos por el historiador Flavio Josefo, mientras que no existe mención alguna de los Esenios en los manuscritos del Mar Muerto; a la vez que no se encuentra testimonio histórico de los Esenios en fuentes hebreas o arameas. Considera atípico que personas que hubiesen coexistido en vida comunitaria de manera parca y frugal ―contrario a la ley de la Torá― no aparezcan mencionados en fuentes hebreas o griegas.
La autoría saducea de los rollos del Mar Muerto ha sido refutada por varios expertos, ya que las reglas de Qumran y el Documento de Damasco exigen explícitamente la comunidad de bienes como requisito de ingreso, lo cual era opuesto a las prácticas saduceas. Los qumranitas se designaban como «los pobres», mientras los saduceos pertenecían a la crema de la sociedad rica y aristocrática.
Aunque los autores de los rollos encontrados reclaman su origen sacerdotal y por tanto un origen común con los saduceos, también denuncian que el Templo fue contaminado por la corrupción de los sacerdotes que quedaron allí, por lo cual es imposible que fueran estos últimos al huir quienes hubieran preservado los rollos. Durante los años de control saduceo del Templo (del 134 al 76 a. C.), bajo los reinados de Juan Hircano, Aristóbulo I y Alejandro Janneo, los autores de los rollos fueron severamente perseguidos; por lo tanto es claro que no eran saduceos, sino sus contradictores.
La angelología, así como la insistencia de los diversos rollos en seguir el calendario solar del Libro de los jubileos y del Primer libro de Henoc, excluyen también la posibilidad de una autoría saducea.
Según The Interpreter’s Dictionary of the Bible, los esenios eran aún más exclusivos que los fariseos y «a veces podían ser más farisaicos que estos mismos». Sin embargo, mientras los fariseos, para salvar una propiedad, permitían que en sábado se sacara de un pozo a una res accidentada («vosotros» Mateo 12:11), pero se oponían a curar a las personas en sábado, los esenios en cambio se oponían a rescatar una vaca de un pozo el sábado, pero a la vez si se trataba del accidente de una persona un sábado, exigían quitarse las ropas y rescatar con ellas a quien fuera que hubiera caído al agua, inmediatamente, el mismo sábado. (Documento de Damasco XI:12-15).